# Municipio de Westfield (condado de Clark)
El municipio de Westfield (en inglés: Westfield Township) es un municipio ubicado en el condado de Clark en el estado estadounidense de Illinois. En el año 2010 tenía una población de 720 habitantes y una densidad poblacional de 15,62 personas por km².

## Geografía
El municipio de Westfield se encuentra ubicado en las coordenadas 39°27′34″N 87°57′39″O / 39.45944, -87.96083. Según la Oficina del Censo de los Estados Unidos, el municipio tiene una superficie total de 46.09 km², de la cual 46,07 km² corresponden a tierra firme y (0,05 %) 0,02 km² es agua.

## Demografía
Según el censo de 2010, había 720 personas residiendo en el municipio de Westfield. La densidad de población era de 15,62 hab./km². De los 720 habitantes, el municipio de Westfield estaba compuesto por el 97,64 % blancos, el 1,11 % eran afroamericanos, el 0,69 % eran amerindios y el 0,56 % eran de una mezcla de razas. Del total de la población el 0,28 % eran hispanos o latinos de cualquier raza.